# Sadie Sink
Sadie Elizabeth Sink (* 16. dubna 2002 Brenham, Texas, USA) je americká herečka. Začala hrát v sedmi letech v místních divadelních produkcích a ztvárnila titulní roli v muzikálu Annie (2012–2014) a mladé královny Alžběty II. v divadelní hře The Audience (2015) na Broadwayi.
Její průlomovou rolí se stala Maxine „Max“ Mayfieldová ve sci-fi hororovém seriálu Stranger Things (2017–dosud) společnosti Netflix a získala uznání kritiků především za výkon ve čtvrté řadě tohoto seriálu. V roce 2021 účinkovala v hororové trilogii Ulice strachu a ztvárnila hlavní roli v krátkém filmu All Too Well režírovaném zpěvačkou Taylor Swift. Dále hrála v psychologickém dramatu Velryba (2022) režiséra Darena Aronofského, za nějž obdržela nominaci na Critics' Choice Awards. V roce 2025 se vrátila na Broadway ve hře John Proctor Is the Villain a za ztvárnění hlavní postavy získala nominaci na cenu Tony za nejlepší herečku v divadelní hře, čímž se stala druhou nejmladší ženou v historii, která byla na tuto cenu nominována.

## Životopis
Jejím otcem je trenér amerického fotbalu a matka je učitelkou matematiky. Narodila se jako čtvrté z pěti dětí. Má tři starší bratry –⁠ Caleba, Spencera a Michella a mladší sestru Jacey. Zatímco její rodina byla sportovně založená, ona se svým bratrem Mitchellem se zajímali o divadelní umění, zejména hudební divadlo. Často přehrávali scény z filmu Muzikál ze střední (2006) a sledovali divadelní hry na Broadwayi a ceny Tony. Sink řekla, že když vyrůstali, byli „tak otravní a hlasití a neustále vyžadovali pozornost“. Její matka se proto rozhodla je nechat zapsat na kurzy herectví do divadla v Houstonu. Ve svých sedmi letech začala hrát v komunitním divadle v produkci The Best Christmas Pageant Ever v Brenhamu. Když jí bylo osm let, účinkovala v hlavní roli v místní produkci Tajná zahrada, která zahrnovala „více linií k naučení a skutečné praxe“. Její zkušenosti ji povzbudily k tomu, aby se věnovala profesionální herecké kariéře. V roce 2012 její rodina rodina podpořila kariéru svých dětí přestěhováním do New Jersey. Ve druhé třídě začala s domácím vzděláváním a po účinkování v divadelní hře The Audience (2015) se vrátila do běžné školy.

## Herecká kariéra

### 2011–2016: Broadway a první role
Ve svých devíti letech pravidelně vystupovala v divadelních hrách v Theater Under the Starrs a objevila se v muzikálové produkci White Christmas (2011). V roce 2012, ve svých 10 letech, byla obsazena do revivalu muzikálu Annie na Broadwayi. V produkci se objevovala 18 měsíců a vystupovala osmkrát týdně. Od října 2012 do července 2013 byla v pohotovosti pro postavy Annie, Tessie, Duffy, July a Pepper. Po odchodu Lilly Crawford na konci července se začala střídat s Taylor Richardson v rolích Annie a Duffy. Režisér James Lapin k jejich obsazení do role Annie řekl: „Když jsme se připravovali na obsazení další Annie, uvědomil jsem si, že už máme dvě skvělé kandidátky. Taylor i Sadie jsou tak jedinečné mladé herečky, že jsem se rozhodl je nechat sdílet tuto roli.“ Sink se nadále objevovala v produkci až do konečného představení v lednu 2014. Řekla, že díky účinkování v Annie získala disciplínu. Následně se rozhodla pokračovat ve své herecké kariéře natrvalo, protože milovala „každou sekundu“ muzikálu.
Během svého účinkování v Annie zaznamenala v roce 2013 svůj debut v televizi, když se v hostující roli objevila ve špionážním dramatickém seriálu Takoví normální Američané. Tato role ji přiměla věnovat se kariéře ve filmovém herectví. Následujícího roku se také objevila v jedné epizodě policejního seriálu Spravedlnost v krvi. Dále hrála Suzanne Ballard v akčním seriálu Americká odysea (2015) společnosti NBC, který byl po jedné řadě zrušen. V roce 2015 se objevila ve hře The Audience na Broadwayi, kde hrála po boku Helen Mirrenové a ztvárnila mladou královnu Alžbětu II. Její vztah k herectví se „opravdu posunul“ poté, co viděla, jaký má k němu přístup Mirrenová. Řekla, že spolupráce s „některými z největších mozků v oboru“ jí ukázaly skutečný význam herectví. Recenze deníků USA Today a The New York Times hodnotily její výkon v roli Alžběty II. jako „dojemný“ a „velmi dobrý“. Svůj filmový debut zaznamenala v životopisném sportovním dramatu Skutečný Rocky Balboa z roku 2016.

### 2016–2022: Průlom seStranger Things

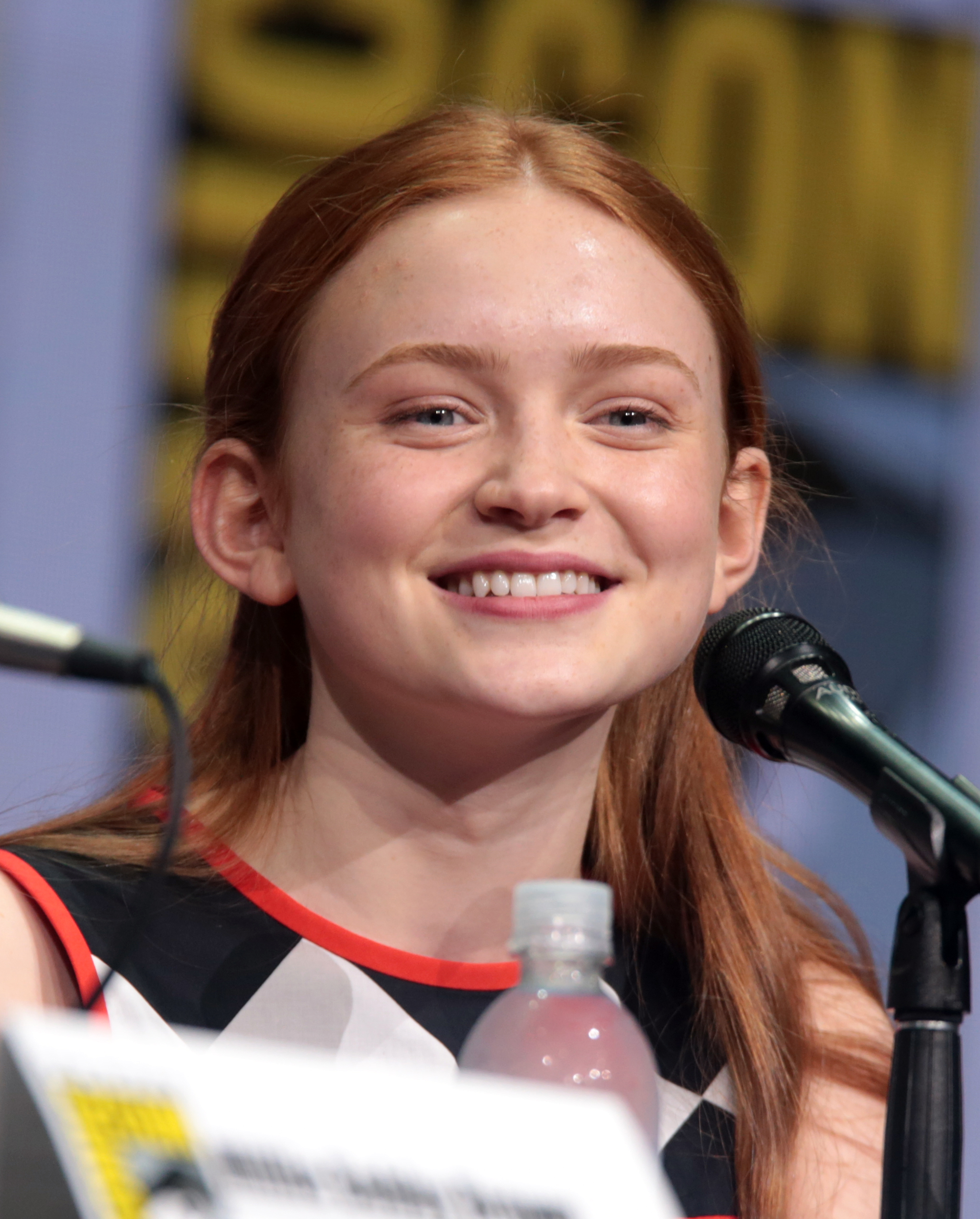
Sink na Comic-Con International 2017, San Diego

V září 2016 se zúčastnila konkurzu na roli Max Mayfieldové pro druhou řadu sci-fi dramatického seriálu Stranger Things společnosti Netflix. Castingoví ředitelé považovali tehdy 14letou Sink pro tuto roli za příliš starou, ale ona „prosila a prosila“ o další materiál, který by pro ně mohla zahrát. Zúčastnila se čtyř videohovorů, včetně čtení scén s Gatenem Matarazzo a Calebem McLaughlinem. Během konkurzu lhala o tom, že má zkušenosti s jízdou na kolečkových bruslích. Podle režiséra a scenáristy Matta Duffera bylo obsazení Sink „bez rozmýšlení“ kvůli její „nevinné dětské chemii“ s Matarazzem a McLaughlinem. Poté, co byla do role obsazena, se musela naučit jezdit na skateboardu, což byla činnost, kterou neměla ráda, protože na prvním tréninku upadla. Po dobu dvou měsíců se denně účastnila tříhodinových lekcí. Role se pro Sink stala průlomovou. Kritici ji popsali jako „temperamentní“, přičemž webová stránka IGN k jejímu výkonu napsala, že působí „nad rámec svých let a je vítaným přírůstkem do obsazení“. Sink byla spolu se ostatními herci ze seriálu Stranger Things nominována na Cenu Sdružení filmových a televizních herců za nejlepší výkon obsazení dramatického seriálu.
Dále se objevila v životopisném dramatu Skleněný zámek (2017) a hororu Eli (2019). V roce 2018 se prošla po ranveji pařížského týdne módy a ve svých 15 letech debutovala v modelingu. Později se také prošla po ranveji značek jako Miu Miu a Kate Spade New York. Svou roli si zopakovala i ve třetí řadě Stranger Things. Stanice BBC označila její výkon za „nádherně uvolněný a přirozený“, přičemž časopis Variety vyzdvihnul její energii s hereckou kolegyní Millie Bobby Brownovou. Americký časopis The Hollywood Reporter ji označil jako jednu z 30 nejlepších hvězd pod 18 let.
V roce 2021 si zahrála ve filmu Ulice strachu –⁠ 2. část: 1978, druhém pokračování trilogii Ulice strachu. Ve filmu ztvárnila Ziggy Berman, agresivní a zlomyslnou teenagerku, která má komplikované vztahy s rodinou. Řekla, že ji nadchnul potenciál postavy. Režisér Leigh Janiak ji navrhl, aby sledovala slashery, jako je Pátek třináctého (1980) a Vřískot (1996), aby se připravila na roli. Ve filmu sama ztvárnila většinu svých kaskadérských kousků. Její výkon se setkal s chválou kritiků; Deník Los Angeles Times chválil její ztvárnění emocí, přitažlivosti a loajality a web RogerEbert.com uvedl, že její „intenzivní výkon získává velký objem“ z jednorozměrné postavy. Ztvárnila roli Ziggy a Constance i ve třetím filmu trilogie Ulice strachu – 3. část: 1666 (2021).
Ztvárnila jednu z hlavních rolí ve filmu All Too Well: The Short Film po boku Dylana O'Briena, který napsala a režírovala americká hudebnice Taylor Swift. Na zpěvačku zapůsobila její přítomnost a emocionalita v seriálu Stranger Things. Swift řekla, že kdyby Sink její nabídku odmítla, nepokračovala by v natáčení filmu. Sink viděla tuto roli jako příležitost „vykročit z toho, že je dítě na obrazovce“ a hrát „dospělejší“ postavu. Krátký film získal pozitivní ohlas u kritiků. Web Collider uvedl, že Sink a O'Brien podali „živě emotivní výkony“ a vyprávěli „neuvěřitelně dojemný příběh o lásce, moci a zármutku“.
Účinkovala ve čtvrté řadě seriálu Stranger Things, která byla zveřejněna ve dvou částech, dne 27. května a 1. července 2022. Za svůj výkon, především v epizodě „Kapitola čtvrtá: Drahý Billy“, získala uznání kritiků. Časopis Rolling Stone popsal její výkon jako „výrazný a emocionálně syrový“ a uvedl, že přináší „určitý stupeň emocionálního zatížení“, který vyvažuje komediálnější momenty řady. Internetový deník The A.V. Club napsal, že se „ponoří do své role a nakonec předvede nejlepší výkon z party, především ve čtvrté epizodě“, přičemž filmový blog Slashfilm chválila především její „traumatizující výkon“ a týdeník Variety napsal, že se „vyznamenala jako nejlepší mladá herečka v celé řadě“. Za svůj výkon získala cenu Hollywood Critics Association TV Awards v kategorii nejlepší herečka ve vedlejší roli v dramatickém streamovaném seriálu a byla nominována na cenu Saturn za nejlepší výkon mladého herce/herečky.

### 2022–dosud: Přechod do dospělých rolí a návrat na Broadway

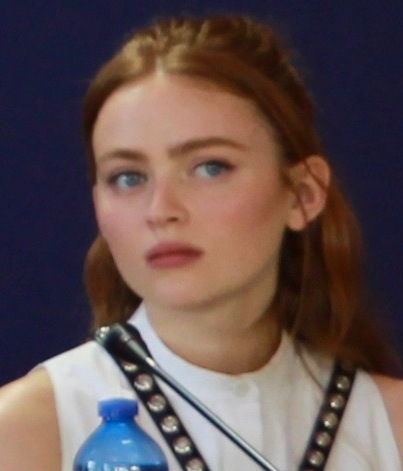
Sink na tiskové konferenci k filmu Velryba v září 2022

V únoru 2021 byla obsazena do psychologického dramatu Velryba po videohovoru přes Zoom s režisérem Darrenem Aronofskym a představitelem hlavní role Brendanem Fraserem. Ztvárnila Ellie, odcizenou dceru Fraserovy postavy. V komentáři ke své roli vysvětlila, že „jen jsem prožívala tyto okamžiky: 'Je skutečně zlá?' A pak byly dny, kdy jsem si říkala: 'Ne, je dobrá. Jen ji tolik bolí'.“ Řekla, že natáčení může být občas „tak vyčerpávající“ kvůli temnějšímu tématu, které od ní vyžaduje, aby „shodila úplně každou vrstvu a byla opravdu zranitelná“. Uvedla, že tato role posílila její sebevědomí, což přisuzovala „vykročení z role dětského herce do... své dospělosti, kde se přestanete vnímat jako malá loutka, která stojí na jejich znamení a ubírá směr“. Velryba měla premiéru dne 4. září 2022 na 79. ročníku Benátského filmového festivalu. Owen Gleiberman z týdeníku Variety napsal, že Sink „hraje s ohněm a přímostí, která připomíná mladou Lindsay Lohan“, zatímco Justin Chang z deníku Los Angeles Times považoval její emocionální intenzitu za „působivou“, ale cítil, že její role byla špatně napsaná. V negativnější recenzi Sandra Hall pro noviny The Sydney Morning Herald napsala, že její herectví „je vytočeno k neúprosné otravnosti“. Za svůj výkon obdržela nominaci na Critics' Choice Movie Awards za nejlepšího mladého herce/herečku. Téhož roku také ztvárnila hlavní roli v dramatu Moje drahá Zoe.
V červenci 2023 byla oznámena jako globální ambasadorka pro značku Armani Beauty. Objevila se v thrilleru Oběť (2024), adaptaci novely Tokyo z roku 2015 spisovatele Nicholase Hogga. Web IndieWire ocenil její výkon a výkon Erica Bany a uvedl, že „přinášejí příjemný divácký zážitek, i když je [filmový] intelektualismus nedostatečný“. Ztvárnila také hlavní postavu v rockovém filmu O'Dessa (2025). Film se setkal se smíšenými až negativními recenzemi, ale výkon Sink se setkal s uznáním kritiků. V roce 2025 se vrátila na Broadway v komediální hře John Proctor is the Villain. První představení proběhlo v dubnu 2025 a setkalo se s pozitivním ohlasem. Christian Lewis z časopisu Variety napsal, že Sink „podává strhující výkon jako dívka, která je v hlubokém utrpení, ale chráněná tlustým brněním: Je chytrá, ale podceňovaná a připravená využít svůj vztek proti patriarchátu.“ Tato role jí vynesla nominaci na cenu Tony za nejlepší herečku v divadelní hře.

## Osobní život
Sink se označuje jako feministka, což popisuje jako povinnost pro ženy. V roce 2015 se, po zhlédnutí dokumentárního filmu Potraviny, a.s. (2008), stala vegetariánkou. O rok později se stala vegankou; inspirovala ji k tomu rodina hereckého kolegy Woody Harrelsona. Sink využívá své sociální sítě k podpoře místních útulků a povzbuzuje své fanoušky, aby se stali vegetariány nebo vegany.

## Veřejné působení
V roce 2022 se objevila na seznamu 30 pod 30 magazínu Forbes. Téhož roku byla zařazena na seznam Time 100 Next; komentář k profilu jí napsala Winona Ryder, herecká kolegyně ze seriálu Stranger Things, která ji popsala jako „tuto kreativní akrobatku na kladině, na kterou má jen málo lidí odvahu chodit... Jako herečka ví, že jsme nakonec ve službě k postavám a příběhu“. Ryder ji dříve nazvala jako „příští Meryl Streep“.
Mediální publikace ji popisují jako módní ikonu přičemž její vlnité, zrzavé vlasy jsou uváděny jako její ochranná známka. Podle módního časopisu Vogue její šatník „bez námahy dosahuje mladistvé citlivosti a sofistikovaného stylu“. V roce 2023 byla zařazena na seznam Hot 100 magazínu Maxim.

## Filmografie

### Filmy
| Rok  | Název                         | Role             | Poznámky     |
| ---- | ----------------------------- | ---------------- | ------------ |
| 2016 | Skutečný Rocky Balboa         | Kimberly         |              |
| 2017 | Skleněný zámek                | mladá Lori Walls |              |
| 2018 | Dominion                      | vypravěčka       | dokumentární |
| 2019 | Eli                           | Haley            |              |
| 2021 | Ulice strachu –⁠ 2. část: 1978 | Ziggy Berman     |              |
| 2021 | Ulice strachu – 3. část: 1666 | Ziggy Berman     |              |
| 2021 | All Too Well: The Short Film  | sama sebe        | krátký film  |
| 2022 | Velryba                       | Ellie            |              |
| 2022 | Moje drahá Zoe                | Tess DeNunzio    |              |
| 2024 | Oběť                          | Mazzy            |              |
| 2025 | O'Dessa                       | O'Dessa Galloway |              |

### Televize
| Rok        | Název                     | Role                     | Poznámky                             |
| ---------- | ------------------------- | ------------------------ | ------------------------------------ |
| 2013       | Takoví normální Američané | Lana                     | díl: „Mutually Assured Destruction“  |
| 2014       | Spravedlnost v krvi       | Daisy Carpenter          | díl: „Šrám na duši“                  |
| 2015       | Americká odysea           | Suzanne Ballard          | hlavní role (11 dílů)                |
| 2016       | Nezdolná Kimmy Schmidt    | Tween Girl               | díl: „Kimmy sleduje západ slunce!“   |
| 2017–dosud | Stranger Things           | Maxine „Max“ Mayfieldová | hlavní role (od druhé řady, 26 dílů) |

### Divadlo
| Rok       | Název                       | Role                           | Divadlo                             |
| --------- | --------------------------- | ------------------------------ | ----------------------------------- |
| 2011      | Bílé Vánoce                 | Susan Waverly                  | Theater Under the Stars, Houston    |
| 2012      | Annie                       | Annie                          | Theater Under the Stars, Houston    |
| 2012–2013 | Annie                       | Annie, Tessie, Duffy (náhrada) | Palace Theatre, Broadway            |
| 2013–2014 | Annie                       | Annie, Duffy (střídavě)        | Palace Theatre, Broadway            |
| 2015      | The Audience                | mladá královna Alžběta II.     | Gerald Schoenfeld Theatre, Broadway |
| 2025      | John Proctor Is the Villain | Shelby Holcomb                 | Booth Theatre, Broadway             |

## Ocenění
| Rok  | Cena                                           | Kategorie                                                                              | Nominované dílo               | Výsledek  | Ref.    |
| ---- | ---------------------------------------------- | -------------------------------------------------------------------------------------- | ----------------------------- | --------- | ------- |
| 2018 | Cena Sdružení filmových a televizních herců    | Nejlepší obsazení (drama)                                                              | Stranger Things               | nominace  | [ 40 ]  |
| 2018 | Filmové a televizní ceny MTV                   | Nejlepší tým (spolu s Gaten Matarazzo, Finn Wolfhard, Caleb McLaughlin a Noah Schnapp) | Stranger Things               | nominace  | [ 101 ] |
| 2020 | Cena Sdružení filmových a televizních herců    | Nejlepší obsazení (drama)                                                              | Stranger Things               | nominace  | [ 102 ] |
| 2022 | Filmové a televizní ceny MTV                   | Nejstrašidelnější výkon                                                                | Ulice strachu –⁠ 2. část: 1978 | nominace  | [ 103 ] |
| 2022 | Gold Derby Awards                              | Nejlepší ženský herecký výkon ve vedlejší roli (drama)                                 | Stranger Things               | nominace  | [ 104 ] |
| 2022 | Hollywood Critics Association TV Awards        | Nejlepší herečka ve vedlejší roli ve streamovaném seriálu (drama)                      | Stranger Things               | vítězství | [ 105 ] |
| 2022 | Online Film & Television Association           | Nejlepší herečka ve vedlejší roli v dramatickém seriálu                                | Stranger Things               | nominace  |         |
| 2022 | Cena Saturn                                    | Nejlepší výkon mladého herce/herečky ve streamovaném seriálu                           | Stranger Things               | nominace  | [ 73 ]  |
| 2022 | Woods Hole Film Festival                       | Nejlepší výkon v celovečerním filmu (mladý herec/herečka)                              | Moje drahá Zoe                | vítězství | [ 106 ] |
| 2022 | SCAD Awards                                    | Cena pro vycházející hvězdu                                                            | Velryba                       | vítězství | [ 107 ] |
| 2022 | Las Vegas Film Critics Society                 | Nejlepší výkon mladé herečky                                                           | Velryba                       | nominace  | [ 108 ] |
| 2022 | Washington D. C. Area Film Critics Association | Nejlepší výkon mladého herce/herečky                                                   | Velryba                       | nominace  | [ 109 ] |
| 2022 | Indiana Film Journalists Association           | Nejlepší výkon ve vedlejší roli                                                        | Velryba                       | nominace  | [ 110 ] |
| 2022 | New Mexico Critics Association Awards          | Nejlepší mladý herec/herečka                                                           | Velryba                       | vítězství | [ 111 ] |
| 2023 | Alliance of Women Film Journalists             | Nejlepší ženský průlomový výkon                                                        | Velryba                       | nominace  | [ 112 ] |
| 2023 | Critics Choice Awards                          | Nejlepší mladý herec/herečka                                                           | Velryba                       | nominace  | [ 113 ] |
| 2023 | Nickelodeon Kids' Choice Awards                | Nejoblíbenější televizní herečka                                                       | Stranger Things               | nominace  | [ 114 ] |
| 2023 | MTV Movie & TV Awards                          | Nejlepší výkon v seriálu                                                               | Stranger Things               | nominace  | [ 115 ] |